# 크리스티안 파를라티
크리스티안 파를라티(이탈리아어: Christian Parlati, 1998년 1월 23일~)는 이탈리아의 유도 선수이다. 2020년 하계 올림픽 남자 하프미들급과 2024년 하계 올림픽 남자 미들급에 참가했으며 세계 유도 선수권 대회에서 은메달 1개, 동메달 1개, 유럽 유도 선수권 대회에서 금메달 1개, 은메달 1개, 동메달 1개를 획득했다.